# Diversidad sexual en Luxemburgo
La diversidad sexual en Luxemburgo es socialmente tolerada, siendo ampliamente respetada y aceptada. La homosexualidad fue despenalizada en 1794, cuando el territorio fue anexado por Francia y se instauró su Código Penal. En 1992 se igualó la edad de consentimiento para las relaciones homosexuales a las heterosexuales situadas en los 16 años, mediante la nueva sección 372 del código penal. Desde 1997 existen leyes que prohíben la discriminación por orientación sexual. Además las personas LGBT tienen acceso al servicio militar.

## Legislación
La legislación de Luxemburgo establece en su código penal una prohibición de la discriminación sobre la base de la orientación sexual desde 1997. Estas leyes incluyen varios ámbitos como el laboral o en la prestación de bienes y servicios.
Las leyes de asilo luxemburguesas no incluye la persecución por orientación sexual como supuesto para pedir asilo en el país.  

## Parejas del mismo sexo
Las parejas formadas por personas del mismo sexo tienen reconocidos derechos equivalentes al matrimonio gracias a la ley de uniones civiles promulgada en 2004. Aunque con respecto a la seguridad social la unión civil reconoce los mismos derechos que el matrimonio entre personas de diferente sexo, no es así con los beneficios fiscales o en materia de adopción, no reconocida. 
Un proyecto de matrimonio entre personas del mismo sexo presentado en 2007 fue rechazado en el parlamento luxemburgués por 38 votos contra 22. Todos los partidos con representación parlamentaria (el Partido Democrático, el Partido Socialista Obrero Luxemburgués, Los Verdes y La Izquierda), menos el Partido Popular Social Cristiano, han expresado su apoyo a la ampliación del derecho al matrimonio. Aunque el primer ministro de Luxemburgo perteneciente al partido Popular Social Cristiano ha expresado la necesidad de igualdad en el matrimonio para todas las parejas. Tras las elecciones parlamentarias del 7 de junio de 2009 la coalición gobernante formada por conservadores popular-cristianos y socialistas incluyó en su programa de gobierno el reconocimiento del derecho al matrimonio a las parejas formadas por personas del mismo sexo. El 20 de julio de 2009, el Gobierno de Luxemburgo, dirigido por Jean-Claude Juncker, ha anunciado su intención de reconocer el matrimonio entre personas del mismo sexo. La ley de adopción permitirá por primera vez la adopción de personas solteras sin distinción de su orientación sexual, aunque aún no se ha aclarado si está ley afectará a la adopción conjunta homoparental.

## Situación social
El apoyo público al reconocimiento del matrimonio entre personas del mismo sexo en Luxemburgo es uno de los más altos de Europa, con un 58% de apoyo en 2006.
La principal organización de defensa de los derechos LGBT, Rosa Lëtzebuerg, fue fundada el 26 de junio de 1996.
La capital, Luxemburgo, es la población donde se concentra la oferta turística y de ocio enfocadas a este sector en el país, así como la ciudad donde todos los años se celebra el Día Internacional del Orgullo LGBT. En 2011, tras las elecciones municipales que dieron por ganador a Xavier Bettel, la ciudad se convirtió en la tercera capital europea en elegir a un alcalde abiertamente gay, luego de París (Bertrand Delanoë) y Berlín (Klaus Wowereit).